# Garrulax maximus
Garrulax maximus е вид птица от семейство Leiothrichidae.

## Разпространение
Видът е разпространен в Индия и Китай.